# Изабел Абеди
Изабел Абеди (на английски: Isabel Abedi) е германска писателка на произведения в жанра детска литература и фентъзи.

## Биография и творчество
Изабел Абеди е родена на 2 март 1967 г. в Мюнхен, Западна Германия. Израства в Дюселдорф. След гимназията прекарва една година в Лос Анджелис в качеството на стажант във филмова продуцентска компания.
След завръщането си в Германия се обучава в Хамбург за копирайтър. След дипломирането си в продължение на 30 години пише реклами за шампоани, шоколади, перилни препарати, скъпи писалки, и др.
Омъжва се за Едуардо, музикант от Бразилия, с когото имат 2 дъщери – Ини и София. За втората си дъщеря, която трудно заспива, започва да разказва и пише приказки. Така се оформя първата ѝ книга с картинки, дала начало на нейното творчество.
Постига успех с поредицата си „Лола“. През 2010 г. поредицата е екранизирана във филма „Hier kommt: Lola“ с участието на Мейра Дуранд.
Други нейни известни произведения са романите за деца „Unter der Geisterbahn“ и „Verbotene Welt“, както и романите за юноши „Шепот“ и „Луциан“. Романът „Шепот“ е класиран като една от най-добрите книги за млади читатели.
Изабел Абеди живее със семейството си в Хамбург.

## Произведения

### Детска литература

#### Самостоятелни романи
- Das 99. Schaf (2002)
- Unter der Geisterbahn (2005)
- Verbotene Welt (2006)
- Anger (2007)
- Wünschst du dir keinen Engel? (2009)

#### Серия „Лола“ (Lola)
1. Hier kommt Lola! (2004)
2. Lola macht Schlagzeilen (2005)
3. Lola in geheimer Mission (2005)
4. Applaus für Lola! (2006)
5. Lola Löwenherz (2007)
6. Lola – auf Hochzeitsreise (2008)
7. Lola Schwesterherz (2010)
8. Fünf Sterne für Lola (2012)
9. Lola und die einzige Zeugin (2014)

#### Серия „Луси“ (Lucy)
1. Heute ist Lucy Prinzessin (2007)
2. Lucy ist heute Piratin (2008)

### Юношеска литература
- Imago (2004)
- Whisper (2005)
Шепот, изд. „Дамян Яков“, София (2012), прев. Анета Илиева
- Isola (2007)
- Lucian (2009)
Луциан, изд.: „Дамян Яков“, София (2011), прев. Анета Илиева

### Екранизации
- 2010 Hier kommt: Lola